# Warriors of the World United Part I
Warriors of the World United Part I un singolo della band heavy metal/epic metal Manowar, è stato registrato nel 2001.

## Tracce
1. Warriors of the World United
2. March for Revenge (audio + video)
3. Carry on (audio + video)

## Formazione
- Ross the Boss - chitarra
- Joey DeMaio - basso
- Scott Columbus - batteria
- Eric Adams - voce